# 壽安宮
39°55′14″N 116°23′37″E / 39.920644°N 116.393611°E
寿安宫（穆麟德轉寫：šeo an gung）位于紫禁城内廷外西路寿康宫以北，英华殿以南，现为故宫博物院图书馆所在地。

## 历史
寿安宫始建于明朝，初名“咸熙宫”。明朝嘉靖四年（1525年）改称“咸安宫”。此宫是皇太后、太妃、嫔等的居所。明朝的仁圣皇太后、天启年间的乳媪客氏均曾在此居住。《天启宫词》载，“客氏每日清晨入乾清暖阁侍帝，甲夜后回咸安宫。”“客氏体肥，夏热畏日，于咸安宫起大凉棚，上复赐冰不绝。”《酌中志》载，客氏“天启元年后，改住咸安宫，各衙门答应钱粮比御前更吃紧，夏则大凉棚贮水无算也，冬则大地炕贮炭无量也，其骄奢僭越真日异而月不同。”
清初沿用明朝旧制，仍称「咸安宫」。康熙二十一年（1682年）加以改建。康熙年间太子胤礽之宫人曾在撷芳殿居住。胤礽被立为太子时仅兩岁，六岁时康熙帝特为其建造毓庆宫，供其居住和学习。胤礽成婚之后仍住毓庆宫，但同时将撷芳殿用作胤礽的女眷及宫女们的居住之所，故胤礽常来往于毓庆宫和撷芳殿之间。康熙四十七年（1708年）九月，康熙帝在木蘭行圍出巡時，胤禔向康熙帝告狀太子胤礽結成黨羽欲為索額圖復仇，此後康熙帝在行宮宣布廢黜胤礽太子之位。九月十五日，康熙帝诏谕大学士称：“胤礽宫人所居撷芳殿，其地阴暗不洁，居者辄多病亡，胤礽时往来其间致中邪魅，不自知觉”。九月十六日，在上驷院旁搭设一座毡房，令胤礽在此暂时居住。九月十八日，胤礽正式被废黜後，為保胤礽命，命移居咸安宫即今寿安宫中，並令臣侍小心守護此處。康熙四十八年（1709年）二月，康熙帝下令侍卫挖掘胤礽舊居，果然挖出十多件厌胜物（即用来诅咒废掉皇太子胤礽的字、画、假人），後來康熙帝懲處胤禔等人向胤礽施行厌胜之术。翌年正月，康熙帝下诏恢复胤礽的太子之位。但此后，胤礽仍然狂妄乖谬，康熙五十一年十月初一日（1712年），康熙帝再度下旨废太子胤礽，仍禁锢于咸安宫，直到胤礽于雍正二年十二月在此病逝。
雍正六年（1728年）奉旨：“咸安宫见在空闲，著设立官学。”此即咸安宫官学，是清朝内务府在宫内为三旗子弟及景山官学中的优秀学生开设的官学。《钦定内务府现行则例》载，“雍正六年十一月奉旨：咸安宫内房屋现在空闲、看景山官学学生功课未专，于内府佐领管领下幼童及官学生内，选其俊秀者五六十名或百余名，委派翰林等，即著住居咸安宫教习。”雍正七年，咸安宫内修理读书房三所。
乾隆十六年（1751年），咸安宫官学迁出。同年，乾隆帝为庆贺皇太后六十寿辰，将该宫修葺后改称“寿安宫”，此后成为皇太后、妃等居住之所。清朝乾隆年间，孝圣宪皇太后六十岁及七十岁圣寿节，乾隆帝均亲自率皇后、皇子、皇孙等人来该殿跪问起居，进茶侍膳，在堂前跳“喜起舞”贺寿，并且在宫中设宴，王公、大臣、王妃、公主分坐东、西两侧的延楼内，陪同赏戏。乾隆二十五年（1760年），为了皇太后七十圣寿庆典，在寿安宫院中加建一座三层大戏台。乾隆四十一年（1776年），畅音阁戏台建成。翌年，皇太后崩，寿安宫戏台渐渐荒废。嘉庆四年（1799年）奏准，拆除寿安宫戏台，在扮戏楼的位置改建春禧殿后卷殿，用来收贮南府升平署的行头、切末。
1925年故宫博物院成立后，寿安宫被辟为故宫博物院图书馆，沿用至今。

## 建筑
寿安宫既是主殿的殿名，又是该组建筑群的总称。寿安宫建筑群坐北朝南，东西宽78米，南北长107米，总占地面积8400平方米，前后分三进院落，东、西各有跨院。
- 寿安门：为寿安宫正门，是随墙琉璃门三座，中间的门内设有四扇木屏门照壁一座，上覆黄琉璃瓦顶。[1]
- 春禧殿：为第一进院正殿。旧建筑被毁时间不详，现有建筑为1989年重建。春禧殿坐北朝南，面阔五间，黄琉璃瓦单檐歇山顶，明间开门，其他为槛窗。春禧殿左右辟有穿堂门，通往第二进院。[1]
  - 东、西配殿：位于春禧殿前左右两侧。
- 寿安宫：为第二进院正殿。面阔五间，进深三间，黄琉璃瓦歇山顶，明间退进一间，设有步步锦槅扇门四扇，次间、梢间都设有槛窗。后檐明间开门，次间、梢间都设有槛窗。寿安宫两侧的山墙各出转角延楼，环抱相属，向南与春禧殿后卷殿两山相连。[1]
- 福宜斋、萱寿堂：寿安宫后面为第三进院，院中叠石为假山，假山的东西两侧各有三开间小殿，其中东侧小殿称“福宜斋”，西侧小殿称“萱寿堂”。[1]

寿安门外有一条东西向的甬道。甬道东端为开口，通向雨花阁的春华门前。甬道西端为“长庚门”，坐东朝西，从甬道走出长庚门，便是横跨在南北流向的内金水河上的长庚桥。